# Liebenstein

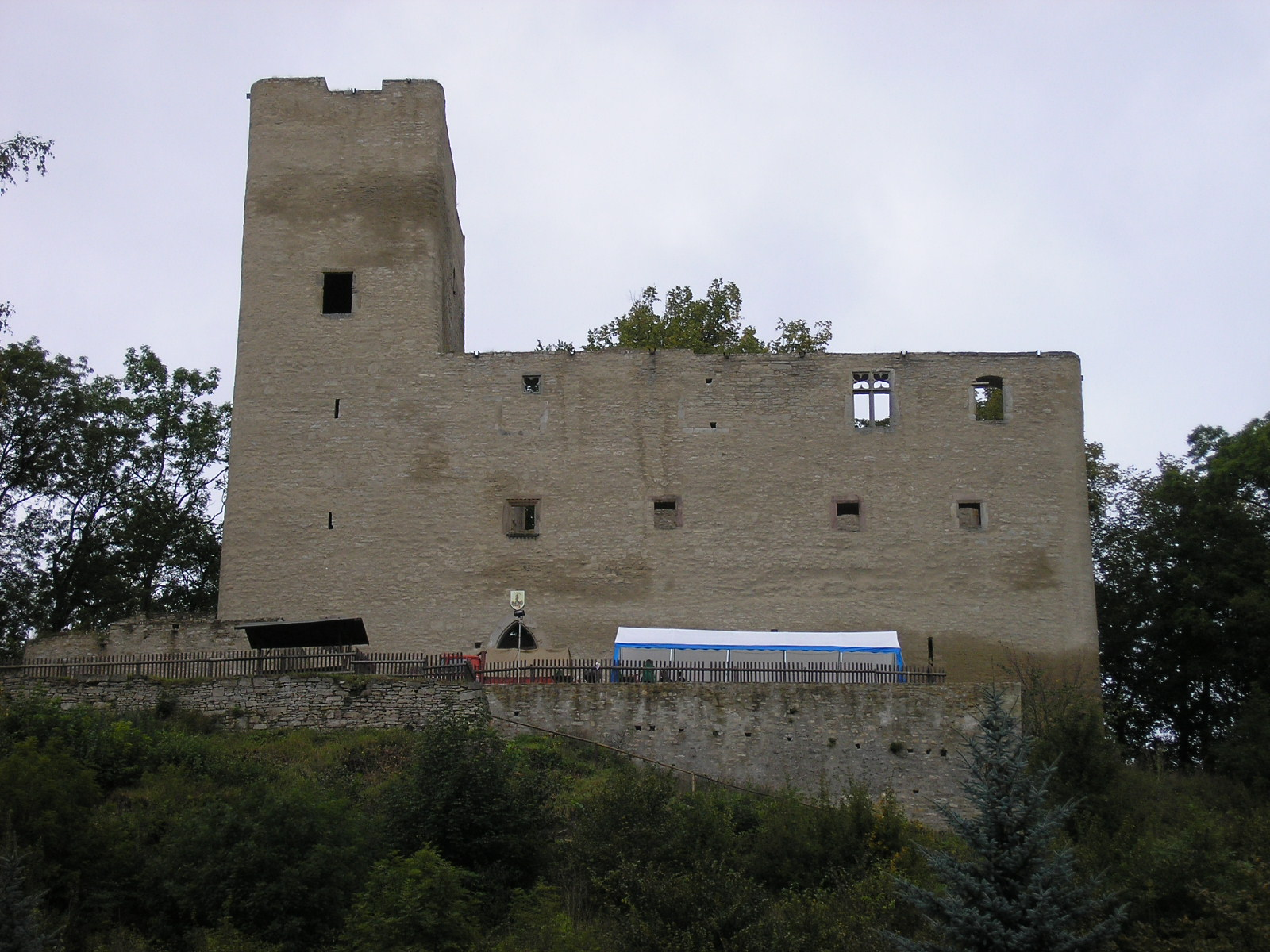
Burg Liebenstein

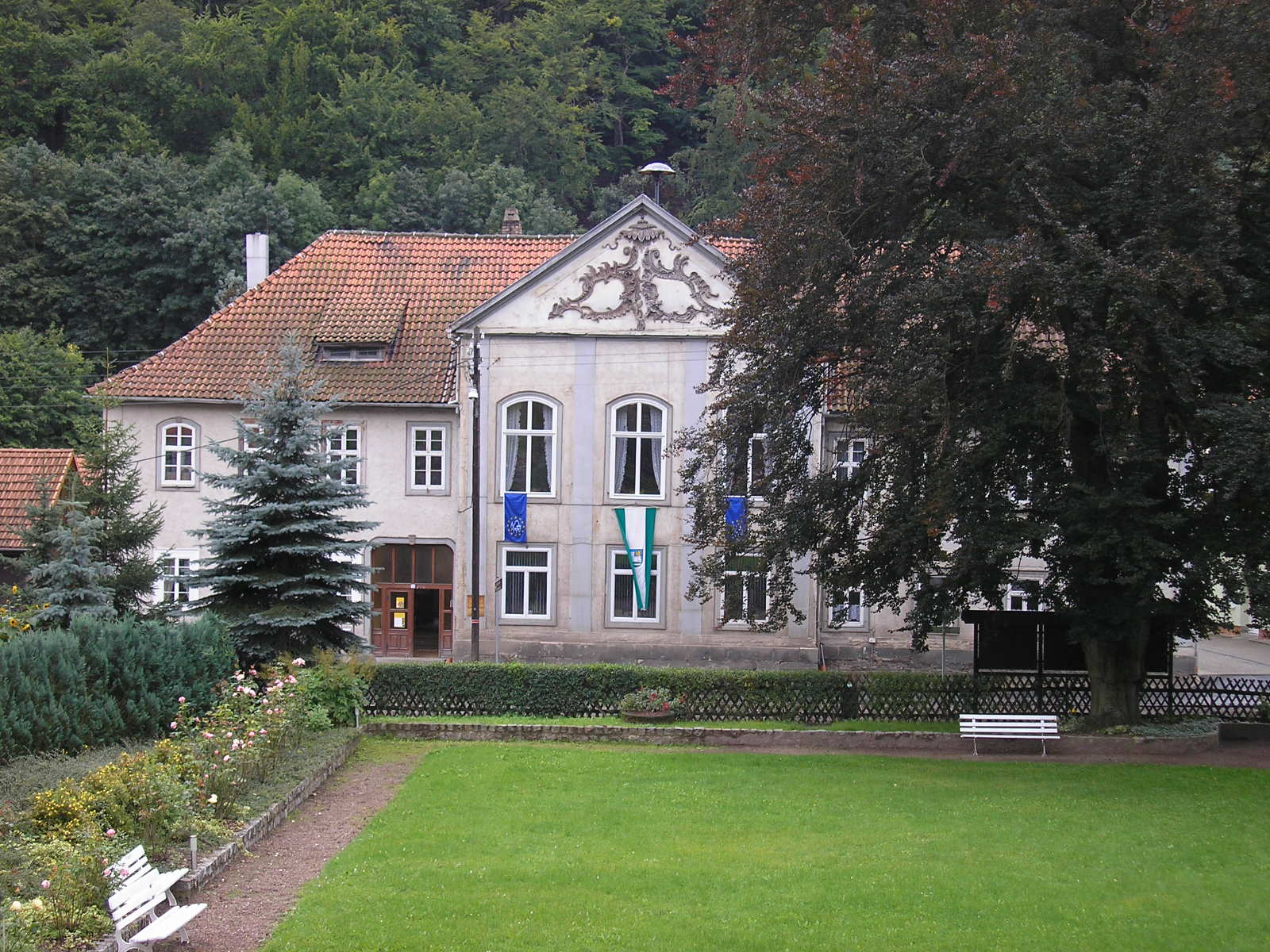
Das Röderschlösschen in Liebenstein

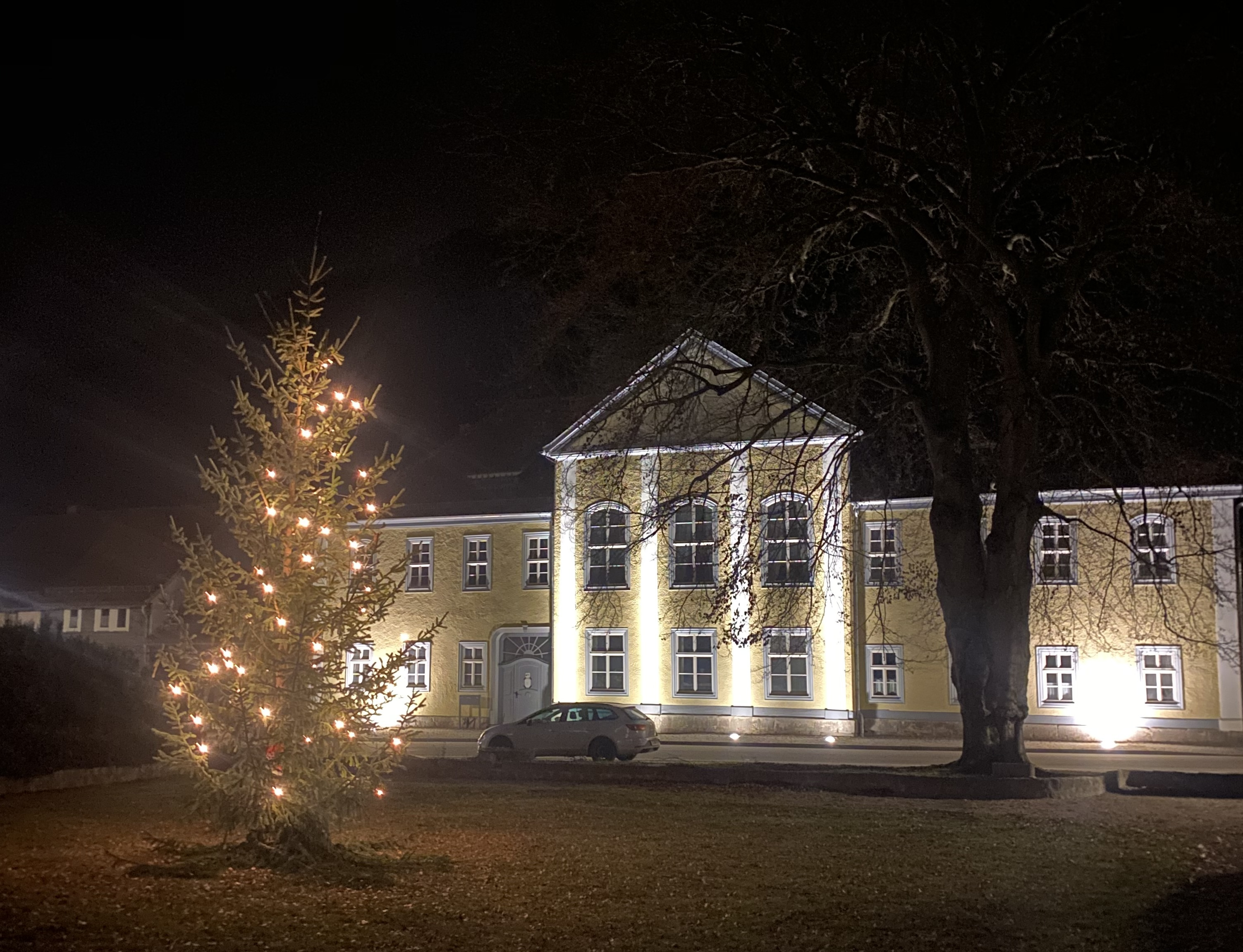
Röderschlösschen mit sanierter Fassade und Bauwerksbeleuchtung im Dezember 2020

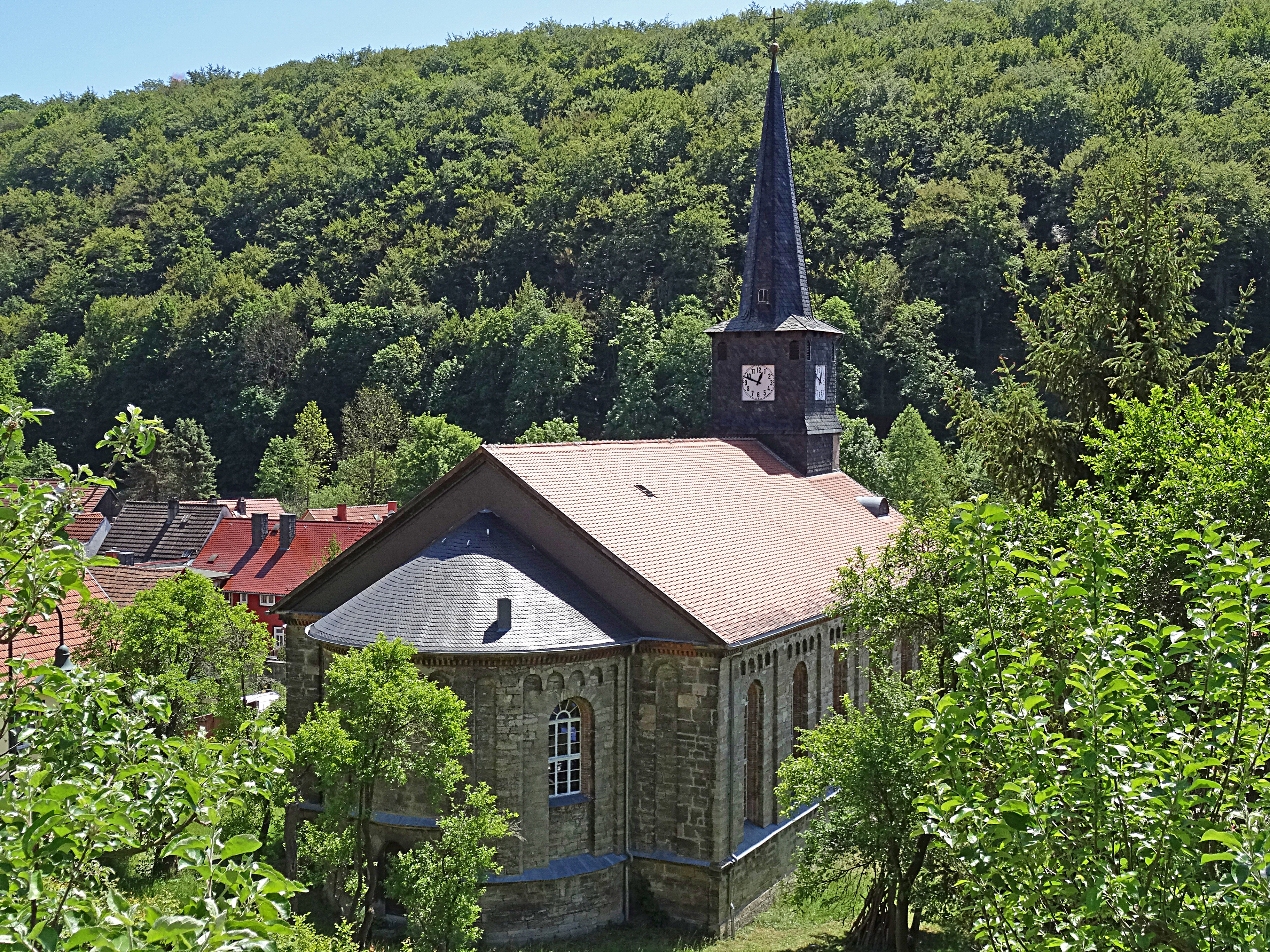
Johanneskirche

Liebenstein ist ein Ortsteil der Landgemeinde Geratal im Ilm-Kreis in Thüringen in Deutschland.

## Geografie

### Lage
Liebenstein liegt im Tal der Wilden Gera zwischen Plaue und Gräfenroda im nördlichen Vorland des Thüringer Waldes. In Liebenstein mündet die Gissel in die Wilde Gera. Die Nordseite des Tales steigt steil zum Gosseler Plateau an. Südlich von Liebenstein liegt der 508 Meter hohe Gräfenrodaer Berg.

### Nachbarorte
Im Uhrzeigersinn, beginnend im Norden: Gossel – Plaue – Angelroda – Geschwenda – Gräfenroda – Frankenhain – Crawinkel

## Geschichte
Liebenstein wurde 1303 erstmals urkundlich erwähnt. 1434 kamen die Herren von Witzleben durch Tausch in den Besitz der Burg Liebenstein. 1746 kamen die Burg Liebenstein und die zu ihrem Gerichtsbezirk gehörenden Orte Liebenstein, Frankenhain und Rippersroda an den herzoglich-württembergischen Staatsminister Heinrich Günther Reinhard von Röder zu Geschwenda. Die Landeshoheit über die Witzlebischen Gerichtsorte kam 1640 an das Herzogtum Sachsen-Gotha, 1672 an das Herzogtum Sachsen-Gotha-Altenburg und 1826 an das Herzogtum Sachsen-Coburg und Gotha. Seit 1920 liegt der Ort im Land Thüringen.
Bis 1884 Bau der Bahnstrecke Neudietendorf–Ritschenhausen, die durch Liebenstein führt. 1894 folgte ein zweites Gleis. 1939 in Zusammenhang mit der 1935–1938 errichteten Talsperre Lütsche Bau eines Wasserwerks.
Im Ersten Weltkrieg hatte Liebenstein 31, im Zweiten Weltkrieg 59 Gefallene und Vermisste zu beklagen.
1944 stürzte in der Umgebung ein Bomber der United States Army Air Forces ab, ein Besatzungsmitglied überlebte. Im März 1945 stürzte ein deutsches Jagdflugzeug auf dem Hohenberg ab, das über Zella-Mehlis abgeschossen worden war. In der Nacht vom 10. zum 11. April 1945 und morgens lag Liebenstein unter US-Artilleriebeschuss. Der Kirchturm wurde zerstört, mehrere Gebäude getroffen – ohne dass es zu einem Brand kam. Auch die Bahnanlagen waren gegen Kriegsende stark beschädigt worden. Am 11. April rückten amerikanische Truppen ein.
1955 wurde unterhalb der Burg eine Freilichtbühne angelegt. 1956 wurde die LPG „Neue Zeit“ gegründet. Problematisch war der Gestank, der von der Konzentration der Stallanlagen auf den „Hahnwiesen“ ausging. In den 1970er Jahren errichtete man eine Heimatstube, die 2001 durch den „Heimatverein Liebenstein e. V.“ neugestaltet wurde. 1992 konnte Liebenstein an das Erdgasnetz angeschlossen werden. 1995 wurde durch den Bau eines neuen Druckbehälters die Wasserversorgung stabilisiert.
Seit 1994 gehört Liebenstein zum Ilm-Kreis. Bereits 1993 schloss es sich mit anderen Gemeinden zur Verwaltungsgemeinschaft Oberes Geratal zusammen. Mit der Auflösung dieser wurde es am 1. Januar 2019 ein Ortsteil der Landgemeinde Geratal.
1999 erfolgte eine umfassende Sanierung der Burgruine.
Im Jahr 2017 wurde der erneuerte Saal im Röderschlösschen fertiggestellt und das Röderschlösschen erhielt bis 2019 eine neue Fassade und neue Fenster.
Die Ortsdurchgangsstraße wurde von 2017 bis 2020 umfangreich saniert und mit neuen Gehwegen und einer modernen LED-Straßenbeleuchtung versehen. Im Zuge der Sanierung wurden auch die Straße zur Graupenmühle (Hammeracker) und der Friedhofsweg erneuert.
Im Jahre 2022 wurde der Weg zur Burgruine am Südhang inklusive Geländer und Beleuchtung neu hergestellt.

### Einwohnerentwicklung
Entwicklung der Einwohnerzahl:
- 1843 – 278[3]
- 1939 – 873[4]
- 1989 – 526[5]
- 2005 – 412
- 2010 – 377
- 2015 – 355

 Datenquelle: ab 1994 Thüringer Landesamt für Statistik – Werte vom 31. Dezember

## Politik

### (Ortsteil-)Bürgermeister und Ortsteilrat
Der Ortsteilbürgermeister von Liebenstein ist Jörg Becker (CDU). Er bildet zusammen mit vier weiteren Mitgliedern den Ortsteilrat. Becker wurde am 5. Juni 2016 zum ehrenamtlichen Bürgermeister der damals noch selbständigen Gemeinde gewählt, seit der Eingemeindung nach Geratal übt er das Amt des Ortsteilbürgermeisters aus. Er wurde am 10. Mai 2022 und zuletzt am 26. Mai 2024 im Amt bestätigt. Zuvor waren von 1994 bis 2004 und erneut von 2010 bis 2016 Albrecht Dürer und von 2004 bis 2010 Reinhard Dzillak die ehrenamtlichen Bürgermeister von Liebenstein.

## Kultur und Sehenswürdigkeiten
- Am Nordhang des Tales der Wilden Gera liegt die um 1270 erbaute Burg Liebenstein. Ihr mächtiger quadratischer Turm ist noch erhalten. Von ihm aus hat man einen weiten Ausblick über das Geratal, zu den Reinsbergen und zum Thüringer Wald.
- Röderschlösschen
- Johanneskirche im Dorfzentrum. Jetziger Bau von 1841. Turm im April 1945 durch US-Artillerie-Beschuss zerstört. 1961 neu gebaut.

### Gedenkstätten
Auf dem Ortsfriedhof erinnert ein Gemeinschaftsgrab mit Gedenkstein an 14 Häftlinge von einem Todesmarsch aus dem Außenlager Ohrdruf SIII des KZ Buchenwald sowie an einen unbekannten Soldaten, der als angeblicher Spion gegen Kriegsende erschossen wurde.

## Wirtschaft und Verkehr
Liebenstein ist ein landwirtschaftlich geprägter Ort. Die Felder befinden sich zu beiden Seiten des Geratals. Einst standen sehr viele Mühlen an der Wilden Gera in und um Liebenstein.
Der Ort liegt an der Straße von Plaue nach Gräfenroda. Im Tal führt auch die Bahnstrecke Neudietendorf–Ritschenhausen entlang, an der Liebenstein aber keinen eigenen Bahnhof besitzt. Der nächstgelegene Bahnhof ist Gräfenroda, circa 1,5 km südwestlich von Liebenstein.

## Persönlichkeiten
- Kurt Veit von Witzleben (1645–1719), dänischer Oberjägermeister und Landdrost der Grafschaft Delmenhorst, geboren in Liebenstein
- Hans-Joachim Geiger (1913–1962), SS-Hauptsturmführer und KZ-Arzt, geboren in Liebenstein
- Max Hauschild (1914–1997), Stadtplaner, geboren in Liebenstein
- Wilhelm Römer (* 1938), Agrarwissenschaftler, geboren in Liebenstein